# Serrat de Turbiàs
El Serrat de Turbiàs és una serra situada al municipi de Montferrer i Castellbò a la comarca de l'Alt Urgell, amb una elevació màxima de 1.449 metres.